# Россошь (приток Полатовки)
Россошь — река в России, протекает в Белгородской области. Устье реки находится в 10 км по левому берегу реки Полатовка. Длина реки составляет 19 км, площадь водосборного бассейна 199 км².

## Данные водного реестра
По данным государственного водного реестра России относится к Донскому бассейновому округу, водохозяйственный участок реки — Оскол ниже Старооскольского гидроузла до границы РФ с Украиной, речной подбассейн реки — Северский Донец (российская часть бассейна). Речной бассейн реки — Дон (российская часть бассейна).
По данным геоинформационной системы водохозяйственного районирования территории РФ, подготовленной Федеральным агентством водных ресурсов:
- Код водного объекта в государственном водном реестре — 05010400312107000012049
- Код по гидрологической изученности (ГИ) — 107001204
- Код бассейна — 05.01.04.003
- Номер тома по ГИ — 07
- Выпуск по ГИ — 0